# George Ikenne
Patrick George Ikenne-King (Calabar, 29 ottobre 1991) è un calciatore nigeriano, difensore del Pestszentimré.

## Carriera
Muove i primi passi in patria nel Flying Sports Academy di Lagos. Nel 2009, dopo un torneo giovanile, viene notato dal Vicenza che lo porta in Italia facendogli firmare un contratto; la stagione successiva passa al Parma, rimanendo due stagioni, prima di approdare all'Honvéd, club della massima serie magiara. Con la squadra rossonera milita per alcuni anni nella squadra riserve, con cui, in cinque stagioni, colleziona 11 presenze ed un gol, giocando saltuariamente in prima squadra. Nella stagione 2012-13, sotto la guida del mister Marco Rossi, insieme a lui vengono promossi molti giovani in prima squadra, anche per via della politica del club di puntare sui giovani. Fa il suo esordio in campionato alla decima giornata nella sconfitta interna avvenuta per 1-0 per mano del Pécs. Segna la prima rete con il club di Kispest nella vittoria per 5-3 contro il Cegléd in Coppa di Lega. Nel corso della stagione e negli anni successivi diventa un punto di riferimento della difesa del club. Il 27 maggio 2017, dopo aver vinto lo scontro al vertice per 1-0 contro il Videoton, si laurea, insieme al resto della squadra, campione d'Ungheria. Nell'estate del 2018, scaduto il contratto, si accasa ad un'altra squadra della capitale, l'MTK Budapest, esordendo il 4 agosto nella vittoria contro il Puskás Akadémia, valevole per il campionato. Per un infortunio alla nuca, termina la stagione già alla decima giornata di campionato, con sole 7 presenze all'attivo. L'annata successiva, dopo una sola stagione, ritorna all'Honvéd in prestito. Con la squadra di Kispest riesce a vincere la Coppa d'Ungheria facendo ritorno all'MTK al termine della stagione. Tornato al club bianco azzurro diviene presto titolare, il 28 ottobre nel settimo turno della Coppa d'Ungheria segna per la prima volta in carriera una doppietta, nella fattispecie contro i dilettanti del Bátaszék SE nella partita vinta 7-1, tornando alla rete dopo otto anni. In occasione dell'undicesima giornata di campionato giocata il 21 novembre contro il Mezőkövesd-Zsóry e vinta 1-0, mette a segno il gol vittoria tornando a segnare un gol in campionato a distanza di sette anni dall'ultima volta. Al termine della stagione, la migliore in carriera sotto il profilo realizzativo, olte che nel bel gioco scaduto il contratto non gli viene rinnovato, rimanendo svincolato. Il 28 gennaio 2022 trova sistemazione sempre nella massima serie al Mezőkövesd-Zsóry che lo mette sotto contratto fino al termine della stagione, con la squadra gialloblu scende in campo in cinque occasioni, tutte senza giocare 90 minuti, prima di chiudere la stagione anzitempo per un infortunio. Scaduto il contratto non viene rinnovato e così da svincolato accetta la proposta di ex dirigenti ai tempi dell'Honvéd accettando la proposta del Pestszentimré, squadra della XVIII Circoscrizione di Budapest, militante in Megye I ovvero la quarta serie magiara, ritrovando il suo ex compagno Davide Lanzafame.

## Statistiche

### Presenze e reti nei club
Statistiche aggiornate al 2 gennaio 2021.
| Stagione            | Squadra             | Campionato          | Campionato | Campionato | Coppe nazionali | Coppe nazionali | Coppe nazionali | Coppe continentali | Coppe continentali | Coppe continentali | Altre coppe | Altre coppe | Altre coppe | Totale | Totale |
| Stagione            | Squadra             | Comp                | Pres       | Reti       | Comp            | Pres            | Reti            | Comp               | Pres               | Reti               | Comp        | Pres        | Reti        | Pres   | Reti   |
| ------------------- | ------------------- | ------------------- | ---------- | ---------- | --------------- | --------------- | --------------- | ------------------ | ------------------ | ------------------ | ----------- | ----------- | ----------- | ------ | ------ |
| 2012-2013           | Honvéd II           | NBII                | 2          | 0          | -               | -               | -               | -                  | -                  | -                  | -           | -           | -           | 2      | 0      |
| 2013-2014           | Honvéd II           | NBIII               | 2          | 0          | -               | -               | -               | -                  | -                  | -                  | -           | -           | -           | 2      | 0      |
| 2014-2015           | Honvéd II           | NBIII               | 1          | 1          | -               | -               | -               | -                  | -                  | -                  | -           | -           | -           | 1      | 1      |
| 2015-2016           | Honvéd II           | NBII                | 5          | 0          | -               | -               | -               | -                  | -                  | -                  | -           | -           | -           | 5      | 0      |
| 2016-2017           | Honvéd II           | NBIII               | 1          | 0          | -               | -               | -               | -                  | -                  | -                  | -           | -           | -           | 1      | 0      |
| Totale Honvéd II    | Totale Honvéd II    | Totale Honvéd II    | 11         | 1          |                 | -               | -               |                    | -                  | -                  |             | -           | -           | 11     | 1      |
| 2012-2013           | Honvéd              | NBI                 | 14         | 0          | MK+MLK          | 3+4             | 0+0             | UEL                | 0                  | 0                  | -           | -           | -           | 21     | 0      |
| 2013-2014           | Honvéd              | NBI                 | 22         | 0          | MK+MLK          | 2+3             | 0+1             | UEL                | 3                  | 0                  | -           | -           | -           | 30     | 1      |
| 2014-2015           | Honvéd              | NBI                 | 26         | 0          | MK+MLK          | 2+6             | 0+0             | -                  | -                  | -                  | -           | -           | -           | 34     | 0      |
| 2015-2016           | Honvéd              | NBI                 | 11         | 0          | MK              | 2               | 0               | -                  | -                  | -                  | -           | -           | -           | 13     | 0      |
| 2016-2017           | Honvéd              | NBI                 | 21         | 0          | MK              | 3               | 0               |                    | -                  | -                  | -           | -           | -           | 24     | 0      |
| 2017-2018           | Honvéd              | NBI                 | 10         | 0          | MK              | 2               | 0               | UCL                | 1                  | 0                  | -           | -           | -           | 13     | 0      |
| 2018-2019           | MTK Budapest        | NBI                 | 7          | 0          | MK              | 1               | 0               | -                  | -                  | -                  | -           | -           | -           | 8      | 0      |
| 2019-2020           | Honvéd              | NBI                 | 13         | 0          | MK              | 4               | 0               | UEL                | 1                  | 0                  | -           | -           | -           | 18     | 0      |
| Totale Honvéd       | Totale Honvéd       | Totale Honvéd       | 117        | 0          |                 | 31              | 1               |                    | 5                  | 0                  |             | -           | -           | 153    | 1      |
| 2020-2021           | MTK Budapest        | NBI                 | 26         | 1          | MK              | 4               | 2               | -                  | -                  | -                  | -           | -           | -           | 30     | 3      |
| Totale MTK Budapest | Totale MTK Budapest | Totale MTK Budapest | 33         | 1          |                 | 5               | 2               |                    | -                  | -                  |             | -           | -           | 38     | 3      |
| gen.-giu. 2022      | Mezőkövesd-Zsóry    | NBI                 | 5          | 0          | MK              | -               | -               |                    | -                  | -                  |             | -           | -           | 5      | 0      |
| 2022-2023           | Pestszentimré       | MI                  | 10         | 0          | BK              | 2               | 0               |                    | -                  | -                  |             | -           | -           | 12     | 0      |
| Totale carriera     | Totale carriera     | Totale carriera     | 176        | 2          |                 | 38              | 3               |                    | 5                  | 0                  |             | -           | -           | 219    | 5      |

## Palmares

### Club

#### Competizioni nazionali
- Campionato ungherese: 1

Honvéd: 2016-2017
- Coppa d'Ungheria: 1

Honvéd: 2019-2020